# Perdita butleri
Perdita butleri är en biart som beskrevs av Timberlake 1960. Perdita butleri ingår i släktet Perdita och familjen grävbin. Inga underarter finns listade i Catalogue of Life.